# Сутанфаа
Сутанфаа або Сіва Сінгха (асам.: স্বৰ্গদেউ শিৱ সিংহ) — цар Ахому у першій половині XVIII століття.